# Колотнеча в Сон Кюн Кван
Колотнеча в Сон Кюн Кван (кор. 성균관 스캔들, інші назви — Скандал в Сонгюнгвані) — це південнокорейський серіал, який є адаптацією книги «Життя конфуціанських вчених Сонгюнгвану» письмениці Чон Ин Кволь. Серіал розповідає про чотирьох друзів, що навчаються в Сонгюнгвані в добу пізнього Чосону. Він показавувся на телеканалі KBS2 щопонеділка та щовівторка з 30 серпня 2010 по 2 листопада 2010. У головних ролях Пак Мін Йон, Пак Ю Чхон, Сон Чжун Кі та Ю А Ін.

## Сюжет
У добу пізнього Чосону дівчина Кім Юн Хий, яка втратила батька і чий брат починає хворіти, вирішує замаскуватися в хлопця, щоб заробити трохи грошей. З часом, розуміючи, де можна отримати хороші гроші, вона збирається поступити до академії Сонгюнгван.  Завдяки заохочуванням Лі Сон Чун, Кім Юн Хий, приховуючись за особою свого брати, бере участь у тесті і потрапляпає до акадамії.

## Акторський склад

### Головні ролі
- Пак Мін Йон як Кім Ю Хий[5]
- Пак Ю Чхон як Лі Сон  Чун[6]
- Сон Чжун Кі як Ку Йон Ха[6]
- Ю А Ін як Мун Че Сін[6]

### Другорядні ролі
- Со Хьо Лім як Ха Хьон Ин[5]
- Ан Не Сан як Чон Як Йон
- Чон Тхе Су як Ха Ін Су
- Кім Мін Кьон як Чо, мати Ю Хий
- Лі Тхе Рі як Бок Су
- Кім Кап Су як Лі Чон Му
- Чо Сон Ха як король Чонджо
- Ю Дам як Сун Доль
- Лі Че Йон як Ха У Кьо
- Ім Юн Чон як Ен Ен
- Кім Ік Тхе як Чхе Дже-ґон[en]
- Чу А Сон як Нам Мьон
- Чан Се Хьон як Кім У Тхак
- Кім Ха Кьон як Чжве Сін Мук
- Кім Кван Кю як Хван
- Кім Мін Со як Чхо Сон
- Пак Чхоль Мін як Юн Хьон Ку
- Нам Мьон Рьоль як Кім Син Хон

## Оригінальні звукові доріжки
| Sungkyunkwan Scandal (Original Soundtrack) | Sungkyunkwan Scandal (Original Soundtrack)            | Sungkyunkwan Scandal (Original Soundtrack)  | Sungkyunkwan Scandal (Original Soundtrack) |
| #                                          | Назва                                                 | Виконавець                                  | Тривалість                                 |
| ------------------------------------------ | ----------------------------------------------------- | ------------------------------------------- | ------------------------------------------ |
| 1.                                         | «Sungkyunkwan Scandal»                                | Акторський склад «Колотнеча в Сон Кюн Кван» | 0:52                                       |
| 2.                                         | «Found You»                                           | Пак Ю Чхон, XIA , Кім Че Чун                | 3:22                                       |
| 3.                                         | «Missing You»                                         | Йонджон                                     | 3:06                                       |
| 4.                                         | «Too Love»                                            | XIA                                         | 3:42                                       |
| 5.                                         | «A Parting For You, A Wanting For Me»                 | Кім Че Чун                                  | 5:02                                       |
| 6.                                         | «Scandal Of Youth»                                    | Лі Мін Йон                                  | 3:42                                       |
| 7.                                         | «Sad To Say»                                          | Тонук                                       | 4:02                                       |
| 8.                                         | «Meaning of Love»                                     | Чон Сона                                    | 3:55                                       |
| 9.                                         | «Missing You — Acoustic Version»                      | Нара                                        | 3:03                                       |
| 10.                                        | «A Parting For You, A Wanting For Me — Voice Version» | K                                           | 5:02                                       |
| 11.                                        | «Milk Vetch»                                          | Акторський склад «Колотнеча в Сон Кюн Кван» | 2:05                                       |
| 12.                                        | «Trouble Maker»                                       | Акторський склад «Колотнеча в Сон Кюн Кван» | 1:49                                       |
| 13.                                        | «The Days Of Scholars»                                | Акторський склад «Колотнеча в Сон Кюн Кван» | 1:52                                       |

## Рейтинги
Найнижчі рейтинги позначені синім кольором, а найвищі — червоним кольором.
| Номер # | Дата показу      | Середнє значення кількості переглядів | Середнє значення кількості переглядів | Середнє значення кількості переглядів | Середнє значення кількості переглядів |
| Номер # | Дата показу      | TNMS Ratings                          | TNMS Ratings                          | AGB Nielsen                           | AGB Nielsen                           |
| Номер # | Дата показу      | Загальнонаціональні                   | Сеул                                  | Загальнонаціональні                   | Сеул                                  |
| ------- | ---------------- | ------------------------------------- | ------------------------------------- | ------------------------------------- | ------------------------------------- |
| 1       | 30 серпня 2010   | 7,7 %                                 | 8,6 %                                 | 6,3 %                                 | 8,7 %                                 |
| 2       | 31 серпня 2010   | 7,2 %                                 | 8,2 %                                 | 6,3 %                                 | 9 %                                   |
| 3       | 6 вересня 2010   | 8 %                                   | 8,1 %                                 | 7,3 %                                 | 9,3 %                                 |
| 4       | 7 вересня 2010   | 7,6 %                                 | 8 %                                   | 7,5 %                                 | 8,8 %                                 |
| 5       | 13 вересня 2010  | 7,8 %                                 | 8,1 %                                 | 8 %                                   | 9,5 %                                 |
| 6       | 14 вересня 2010  | 8,0 %                                 | 7,8 %                                 | 8,4 %                                 | 8,4 %                                 |
| 7       | 20 вересня 2010  | 9,7 %                                 | 9 %                                   | 8,7 %                                 | 9 %                                   |
| 8       | 21 вересня 2010  | 8,2 %                                 | 8,2 %                                 | 7,9 %                                 | 9,5 %                                 |
| 9       | 27 вересня 2010  | 9,8 %                                 | 9,2 %                                 | 9,2 %                                 | 9,6 %                                 |
| 10      | 28 вересня 2010  | 10,1 %                                | 9,3 %                                 | 10,2 %                                | 10,6 %                                |
| 11      | 4 жовтня 2010    | 9,2 %                                 | 8,8 %                                 | 10,4 %                                | 10,5 %                                |
| 12      | 5 жовтня 2010    | 9,9 %                                 | 9,7 %                                 | 10,7 %                                | 11,1 %                                |
| 13      | 11 жовтня 2010   | 11,2 %                                | 11,1 %                                | 12,8 %                                | 13,1 %                                |
| 14      | 12 жовтня 2010   | 10,3 %                                | 10,1 %                                | 10,9 %                                | 10,9 %                                |
| 15      | 18 жовтня 2010   | 13 %                                  | 13 %                                  | 13,1 %                                | 14 %                                  |
| 16      | 19 жовтня 2010   | 13,7%                                 | 13,7%                                 | 14,3%                                 | 15,1%                                 |
| 17      | 25 жовтня 2010   | 12,9 %                                | 13,1 %                                | 13,0 %                                | 13,9 %                                |
| 18      | 26 жовтня 2010   | 12 %                                  | 11,9 %                                | 12,6 %                                | 13,4 %                                |
| 19      | 1 листопада 2010 | 12,5 %                                | 12,2 %                                | 11,8 %                                | 12,6 %                                |
| 20      | 2 листопада 2010 | 13,3 %                                | 13,2 %                                | 12,8 %                                | 13,4 %                                |
| Середнє | Середнє          | 10,1 %                                | -                                     | 10,1 %                                | -                                     |

## Нагороди та номінації
| Рік  | Нагорода                     | Категорія                                | Отримувач                 | Результат | Примітки             |
| ---- | ---------------------------- | ---------------------------------------- | ------------------------- | --------- | -------------------- |
| 2010 | 24-та Премія KBS драма       | Нагорода за високу майстерність (актори) | Кім Кап Су                | Перемога  | [ 12 ] [ 13 ]        |
| 2010 | 24-та Премія KBS драма       | Найкраща акторка середньотривалої драми  | Пак Мін Йон               | Перемога  | [ 12 ] [ 13 ]        |
| 2010 | 24-та Премія KBS драма       | Найкраща пара                            | Пак Ю Чхон та Пак Мін Йон | Перемога  | [ 12 ] [ 13 ]        |
| 2010 | 24-та Премія KBS драма       | Нагорода за популярність                 | Сон Чжун Кі               | Перемога  | [ 12 ] [ 13 ]        |
| 2010 | 24-та Премія KBS драма       | Найкращий новий актор                    | Пак Ю Чхон                | Перемога  | [ 12 ] [ 13 ]        |
| 2010 | 24-та Премія KBS драма       | Нагорода Netizen                         | Пак Ю Чхон                | Перемога  | [ 12 ] [ 13 ]        |
| 2010 | 24-та Премія KBS драма       | Нагорода Netizen                         | Пак Мін Йон               | Перемога  | [ 12 ] [ 13 ]        |
| 2011 | 47-ма Премія мистецтв Пексан | Найкращий акторський дебют (чоловіки)    | Пак Ю Чхон                | Перемога  | [ 14 ]               |
| 2011 | 47-ма Премія мистецтв Пексан | Найкращий режисерський дебют             | Кім Вон Сок               | Перемога  | [ 14 ]               |
| 2011 | 47-ма Премія мистецтв Пексан | Нагорода за популярність (чоловіки)      | Пак Ю Чхон                | Перемога  | [ 14 ]               |
| 2012 | New York Television Festival | мінісеріал (бронза)                      | Колотнеча в Сон Кюн Кван  | Перемога  | [ 15 ] [ 16 ] [ 17 ] |